# Cimetière national de fort Scott
Le cimetière national de fort Scott est un cimetière national des États-Unis situé à fort Scott, dans le comté de Bourbon, au Kansas. Administré par le département des États-Unis des affaires des anciens combattants, il s'étend sur 21,8 acres (8,8 ha), et en 2014 contenait plus de 7 000 inhumations. Il est l'un des trois cimetières nationaux du Kansas (les deux autres étant ceux de fort Leavenworth et de Leavenworth (en)).

## Histoire
Le fort Scott est créé en 1842, sur ce qui est connu comme la route militaire, entre le fort Leavenworth et le fort Gibson, en Oklahoma. Il est nommé en l'honneur du lieutenant-général Winfield Scott. Pendant les premières années, une petite parcelle sur le côté ouest du fort est utilisée comme cimetière. En 1861, une nouvelle parcelle est achetée, et nommée le cimetière presbytérien puisqu'il est maintenu par l'Église presbytérienne. Au cours de la guerre de Sécession, il est utilisé pour inhumer les soldats qui sont morts lors des combats près de la région. La parcelle et une bande de terre adjacente deviennent le cimetière national de fort Scott le 15 novembre 1862. L'un des douze cimetières nationaux des États-Unis d'origine désignés par Abraham Lincoln, il a la distinction d'être numéroté comme le cimetière national des États-Unis #1.
À la fin de la guerre de Sécession, les inhumations du cimetière du fort original sont déplacés dans le cimetière national, ainsi que celles, à la fin des guerres indiennes, des nombreux postes frontaliers, comme le fort Lincoln, qui sont abandonnés et voient leurs cimetières transférés dans le fort Scott.
Le cimetière contient également les sépultures de guerre du Commonwealth de deux officiers de la Royal Canadian Air Force de la Seconde Guerre mondiale.
Le cimetière national de fort Scott est inscrit sur le Registre national des lieux historiques en 1999.

## Monuments commémoratifs

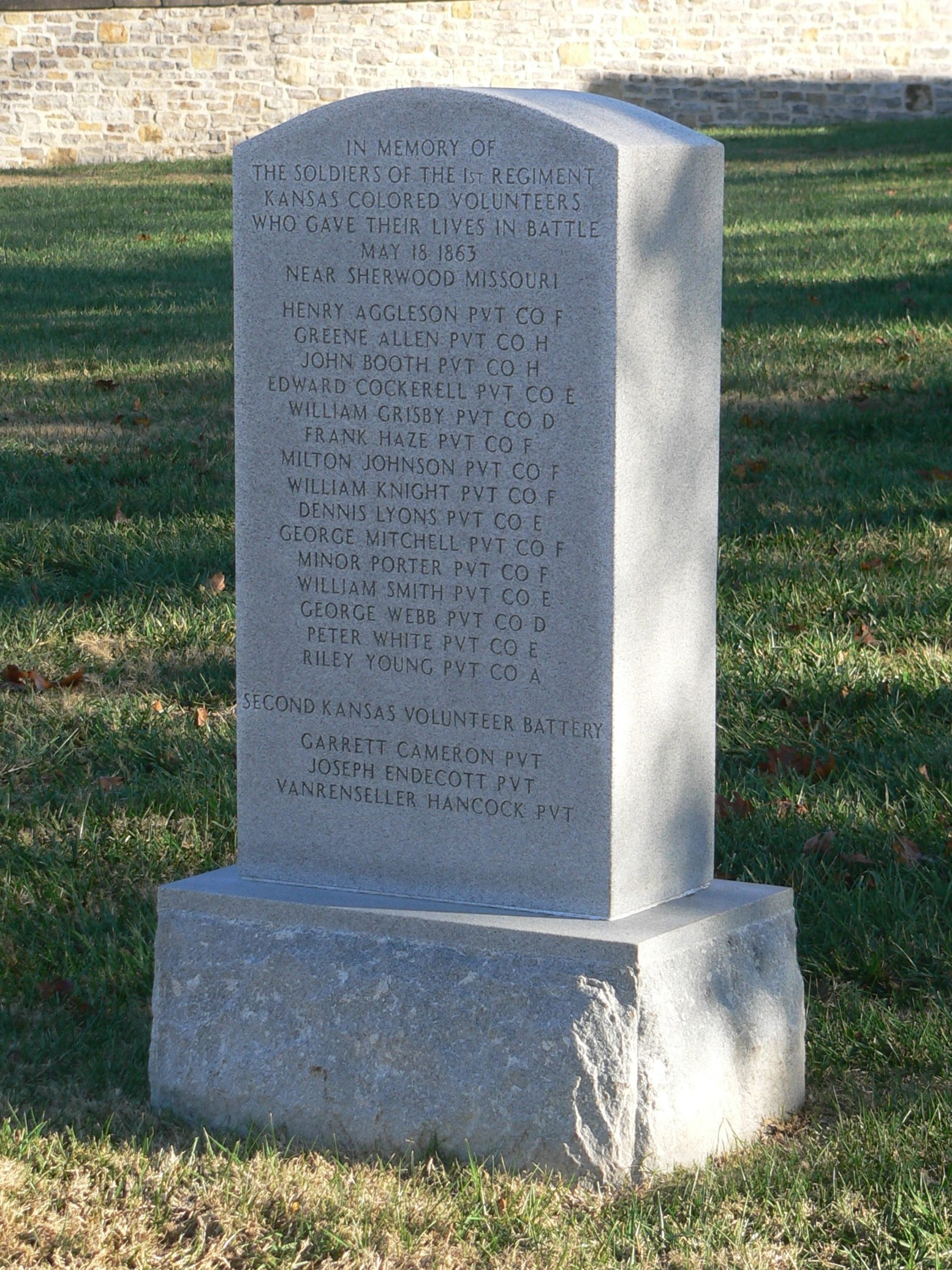
Monument du First Kansas Colored Volunteers.

Un grand rocher de grès marque la tombe d'Eugène Fitch Ware, et de son épouse Jeannette Huntington Ware. Ware a servi dans l'armée de l'Union pendant la guerre de Sécession, et atteint finalement le grade de capitaine. Il est ensuite admis au barreau, et a servi pendant deux mandats à la législature de l'État du Kansas. Il est remarqué en son époque comme un auteur et poète, écrivant sous le pseudonyme de « Ironquill ». Peu de temps avant sa mort, en 1911, il a demandé que le rocher, dont la beauté naturelle l'appelle, soit utilisé comme sa pierre tombale,.
Un monument de granit gris commémore le First Kansas Colored Volunteer Infantry, qui était basé à fort Scott pendant la guerre de Sécession. Le régiment a été recruté comme unité de l'État du Kansas en août 1862, et est entré au service fédéral en janvier 1863, à la suite de la proclamation d'émancipation. Le monument répertorie les noms des soldats tués au 18 mai 1863 lors d'un combat près de Sherwood, dans le Missouri.